# Aeroportul Pangsuma
Aeroportul Pangsuma (IATA: PSU, ICAO: WIOP) este un aeroport din North Putussibau⁠(d), Kapuas Hulu⁠(d), West Kalimantan⁠(d), Indonezia.
Situat la o altitudine de 31 m, aeroportul dispune de o singură pistă.